# Couverture du sol
La couverture du sol est constituée des matériaux physiques à la surface de la Terre, qu’ils soient naturels ou anthropogéniques, et incluant l’eau, le sol nu, l’herbe, les arbres, le pavage, les constructions, etc.  
Il existe deux méthodes principales, et complémentaires pour obtenir de l’information sur la couverture du sol : 
1. les enquêtes terrain complétant la cartographie traditionnelle ;
2. la télédétection.

La nature de la « couverture du sol » est discutée dans Comber et al (2005).

## « Couverture »versus« utilisation » du sol
Il faut distinguer la couverture du sol et l'utilisation du sol même si on emploie parfois les deux expressions dans le même sens.  L’utilisation du sol est la description des façons dont les humains utilisent le sol dans leurs activités socio-économiques – les utilisations agricoles et urbaines sont deux des classes d’usages les plus courantes. Il peut y avoir plusieurs utilisations du sol permises en un même lieu, et ceci est précisé dans la règlementation de zonage. Les origines de la confusion entre les deux expressions et ses implications sont discutées dans Fisher et al (2005).

## Méthodologie, difficultés
Un des principaux problèmes dans l’étude de la couverture du sol (comme dans toute enquête sur les ressources naturelles) est que les enquêtes définissent des catégories similaires de différentes façons. Ainsi, il y a plusieurs définitions de forêt, parfois dans la même organisation, définitions qui peuvent ou non incorporer un certain nombre de caractéristiques (hauteur, âge, couverture, présence d’herbe, taux de croissance pour fins de production commerciale). Des zones nues peuvent être classées comme forêt lorsque l’intention est de replanter (Grande-Bretagne et Irlande), alors que des zones comprenant beaucoup d’arbres peuvent ne pas être classées forêt lorsque les arbres ne croissent pas assez vite (Norvège et Finlande).

## Vers une harmonisation européenne...
Une base de données contenant des données géographiques d'occupation du sol existe, au niveau de l'Union Européenne: il s'agit de Corine Land Cover. Des données, plus précises sont recueillies par le programme Copernicus : la base de données les contenant est Urban Atlas.

## Types

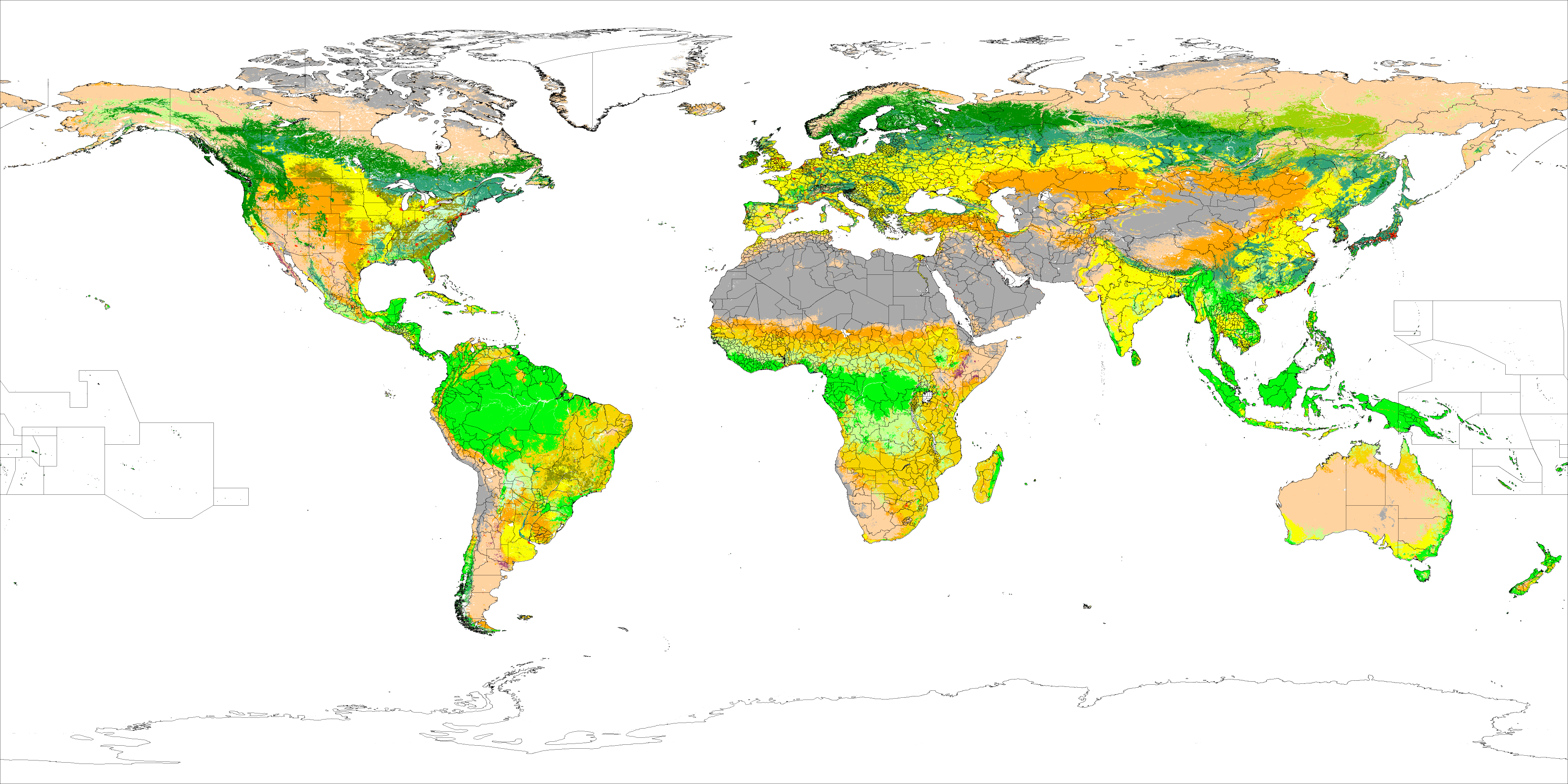
Couverture du sol selon les 17 classes de la classification IGBP
Eau
Forêts de conifères boréales
Forêts décidues humides tropicales et subtropicales
Forêts de conifères tropicales et subtropicales
Forêts décidues sèches tropicales et subtropicales
Forêts tempérées décidues et mixtes
Végétation arbustive dense (> 60 %)
Végétation arbustive clairsemée (10-60 %)
Savane arborée (30-60 %)
Savane herbacée (10-30 %)
Prairies
Zones humides
Terres cultivées
Zones urbaines
Mosaïque de terres cultivées et de végétation naturelle
Champs de neige et glaciers
Déserts ou badlands